# Bisalpur
Bisalpur è una suddivisione dell'India, classificata come municipal board, di 60.680 abitanti, situata nel distretto di Pilibhit, nello stato federato dell'Uttar Pradesh. In base al numero di abitanti la città rientra nella classe II (da 50.000 a 99.999 persone).

## Geografia fisica
La città è situata a 28° 18' 0 N e 79° 47' 60 E e ha un'altitudine di 155 m s.l.m..

## Società

### Evoluzione demografica
Al censimento del 2001 la popolazione di Bisalpur assommava a 60.680 persone, delle quali 32.490 maschi e 28.190 femmine. I bambini di età inferiore o uguale ai sei anni assommavano a 10.170, dei quali 5.229 maschi e 4.941 femmine. Infine, coloro che erano in grado di saper almeno leggere e scrivere erano 28.684, dei quali 17.957 maschi e 10.727 femmine.